# 5635 Cole
5635 Cole este un asteroid din centura principală de asteroizi.

## Descriere
5635 Cole este un asteroid din centura principală de asteroizi. A fost descoperit pe 2 martie 1981 la Siding Spring de Schelte J. Bus. Asteroidul prezintă o orbită caracterizată de o semiaxă mare de 2,38 ua, o excentricitate de 0,27 și o înclinație de 7,3° în raport cu ecliptica.